# Aka (lud)
Aka, także: Bayaka, Babinga, Bambenga, endoetnonimy: ba-Aka (l. mn.) i mo-Aka (l. poj.) – nomadyczny, zbieracko-łowiecki lud Pigmejów zamieszkujący południowo-zachodnie lasy tropikalne Republiki Środkowoafrykańskiej i północnego Konga.
W 2003 roku śpiew polifoniczny Aka został proklamowany arcydziełem ustnego i niematerialnego dziedzictwa ludzkości, a w 2008 wpisany na listę niematerialnego dziedzictwa UNESCO.

## Opis

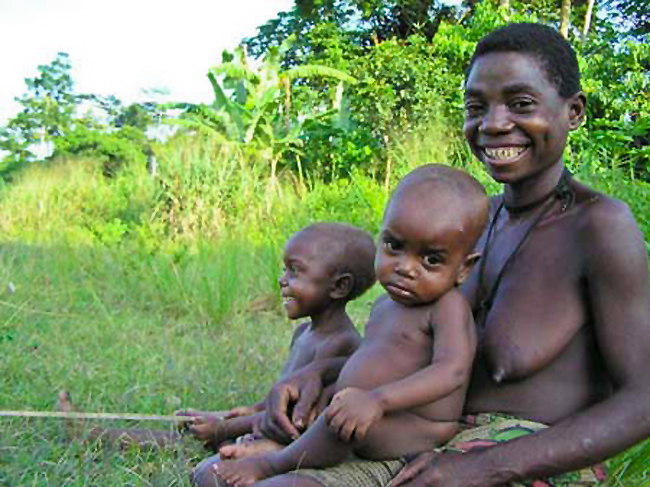
Rodzina ba-Aka z Konga

Lud Aka zamieszkuje teren rozciągający się pomiędzy równikiem a 3° szerokości geograficznej północnej. Są to głównie południowo-zachodnie lasy tropikalne Republiki Środkowoafrykańskiej (prefektura Lobaye, specjalna strefa ekonomiczna Sangha-Mbaéré i części prefektury Mambéré-Kadéï) oraz północnego Konga (departament Likouala i części departamentu Sangha).
W latach 70. XX wieku szacowano, że populacja Aka to ok. 30-40 tys. osób, a ok. 50% populacji nie osiągnęło 15 roku życia. W 2011 roku populacja Aka szacowana była na 5 tys. osób.
Pigmeje Aka żyją w małych obozach po ok. 30 osób w chatach z gałęzi i liści. Grupy przenoszą się kilkakrotnie w ciągu roku, a w czasie pory suchej kilka takich grup schodzi się razem, tworząc jeden wielki obóz. Członkowie obozu tworzą społeczność opartą na współpracy we wszelkich aspektach życia i dzieleniu się jedzeniem.
Aka zajmują się zbieractwem i łowiectwem. Dieta Aka to 63 gatunki roślin, 20 gatunków owadów, miód od 8 gatunków pszczół oraz 28 gatunków zwierząt. Podczas pory deszczowej mężczyźni Aka polują z dzidami na wielkie ssaki: słonie, antylopy, świnie rzeczne, goryle i szympanse. Podczas pory suchej poszczególne grupy Aka formują jeden wielki wspólny obóz i mężczyźni, kobiety i dzieci razem łapią w sieci antylopy dujkery. Mężczyźni polują również z łukami na małpy. Dieta Aka w jednej trzeciej składa się z „owoców leśnych” – zbierane są: bulwy pochrzynu, liście Gnetum africanum, różne grzyby, przeważnie z gatunku Termitomyces, orzechy i nasiona (m.in. takich gatunków jak irwingii, Panda oleosa, Antrocaryum micraster i Treculia africana). Aka jedzą ślimaki Achatina, gąsienice, żuki, m.in. Rynchophorus. Rolnictwo i rybactwo jest bardzo ograniczone. Aka nie wytwarzają żadnych przedmiotów metalowych czy naczyń – uzyskują je na drodze wymiany handlowej z okolicznymi ludami. Aka utrzymywali stosunki handlowe z ok. 11 ludami Bantu w regionie.
Aka tworzą społeczeństwo acefaliczne, przy czym trzy funkcje w grupie – sprawowane przez tego samego lub wielu mężczyzn – mają szczególne znaczenie: mbai dba o standardy moralne, tuma odpowiada za powodzenie polowań na słonie, a nganga jest uzdrowicielem i kontaktuje się ze światem duchów. Aka wierzą, że duchy ich zmarłych łączą się w jedność, która mediuje pomiędzy żywymi a Duchem Lasu Ezengi. Duchy odpowiadają za obfitość lasu. Aka organizują są różne ceremonie mające na celu obłaskawienie duchów, a przez to zapewnienie dobrobytu grupie.
Zarówno mężczyźni, jak i kobiety polują i zajmują się domem, w tym opieką nad dziećmi. Według badań Hewletta ojcowie Aka spędzają 51% czasu w ciągu dnia opiekując się niemowlętami i dziećmi.

## Historia

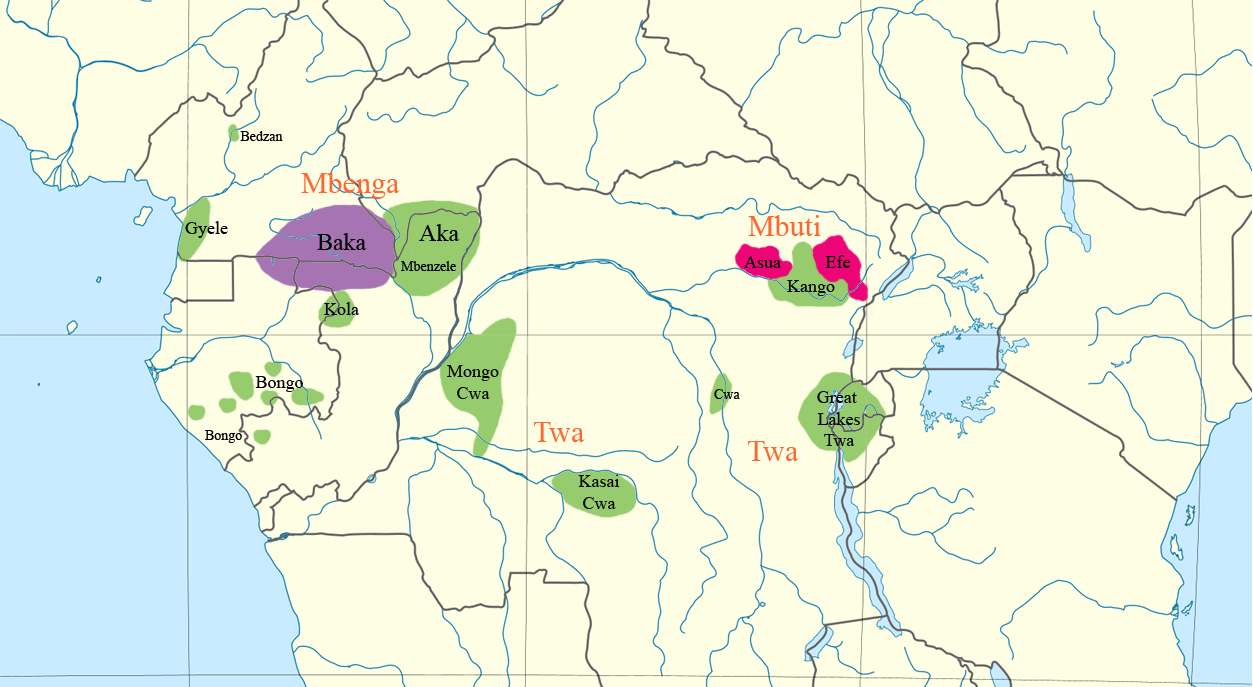
Rozkład języków Pigmejów według Bahucheta (2006); kolor zielony – języki bantu, kolor fioletowy – języki ubanga, kolor czerwony – języki sudańskie

Badania etnolingwistyczne sugerują wspólne korzenie Pigmejów Aka i Baka z Kamerunu. Poprzez kontakty z ludami Bantu Pigmeje Aka i Baka przejęli następnie język Bantu i do dziś posługują się językiem yaka (aka). W okresie przedkolonialnym Aka zaangażowani byli w handel z okolicznymi plemionami, zaopatrując je m.in. w kość słoniową, która była dalej sprzedawana Europejczykom.
Intensywny kontakt z kolonizatorami przyniósł dramatyczne zmiany w tradycyjnym stylu życia Aka. W okresie kolonialnym Aka jako lud nomadyczny zdołał uniknąć niewolnictwa, lecz popyt kolonizatorów na niewolników, kość słoniową, kauczuk i skóry dujkerów zmusiły okoliczne ludy do migracji, co spowodowało większe zagęszczenie ludności i zapotrzebowanie na produkty leśne dostarczane przez Aka. Pod koniec XIX wieku Aka stali się głównymi dostarczycielami kości słoniowej dla Europejczyków. W połowie lat 20. XX wieku we Francji rozwinął się rynek skóry dujkerów, których używano m.in. do produkcji płaszczy; szczyt popytu na te skóry przypadł na lata 50. XX wieku. By sprostać popytowi myśliwi Aka zaczęli stosować na szeroką skalę sieci, odchodząc od tradycyjnych metod polowania. Status społeczny tumy odpowiadającego za powodzenie polowań na słonie stracił na znaczeniu na rzecz ngangi odpowiadającego za powodzenie polowań w siecią.
Od lat 30. XX wieku podejmowano masowe próby osiedlenia Aka – żadna się nie powiodła. W latach 60. i 70. XX wieku podjęto badania nad kulturą i językiem Aka. W latach 90. XX wieku grupy Aka rozpoczęły czasowe osiedlanie się wioskach w porze suchej, pracując sezonowo na plantacjach kawy.

## Śpiew polifoniczny
Aka rozwinęli unikalną tradycję muzyki wokalnej niewystępującą w żadnym innym regionie Afryki. Jest to rodzaj polifonii opartej na kontrapunkcie i czterogłosowości, charakteryzującej się improwizacją. Każdy z głosów ma własną nazwę: 
1. mò tàngòlè – głos wiodący, rozpoczynający pieśń i zarezerwowany dla najważniejszych części przekazu słownego; głos męski w rejestrze piersiowym;
2. ngúé wà lémbò – drugi głos, głos męski w rejestrze piersiowym;
3. ò sêsê – głos żeński w rejestrze piersiowym;
4. di yèi – jodłujące glosy żeńskie.

Każdy z głosów ma własną melodię.
Pieśni wykonywane są przy akompaniamencie instrumentów perkusyjnych takich jak tam-tam i strunowych, np. harfa geedalebagongo czy jednostrunowy smyczek mbela. Pieśni są ważnym elementem tradycyjnych obrzędów, a ich teksty – przekazywane ustnie z pokolenia na pokolenie – pozwalają na przekazywanie wiedzy o świecie i tradycji Aka. Śpiewom towarzyszą tańce wykonywane w rytm dźwięcznego klaskania w dłonie.
W 2003 roku śpiew polifoniczny Aka został proklamowany arcydziełem ustnego i niematerialnego dziedzictwa ludzkości, a w 2008 roku wpisany na listę niematerialnego dziedzictwa UNESCO.

## Film
W 2013 roku Michael Obert, niemiecki dziennikarz i pisarz, nakręcił film dokumentalny (ang. Song from the Forest) opowiadający historię amerykańskiego muzykologa Louisa Sarno, który przyjechał do Afryki Centralnej w poszukiwaniu źródła muzyki usłyszanej w radio – muzyka okazała się jedną z pieśni Aka. Sarno mieszka wśród Aka od 25 lat i ma 13-letniego syna, z którym wybrał się do Nowego Jorku, by pokazać mu „swój” świat. Film miał premierę podczas festiwalu filmów dokumentalnych w Amsterdamie – International Documentary Film Festival Amsterdam w 2013 roku.